# Адаптации произведений Толкина
Произведения Джона Р. Р. Толкина были неоднократно адаптированы для кино, мультипликации, аудиопьес, театральной сцены, компьютерных игр. По ним созданы концептуальные альбомы, иллюстрации, комиксы. В литературе было создано большое количество подражаний книгам Толкина, их продолжений или антитез.
Сам Джон Рональд относился к этому в целом положительно. В одном из писем издателю Милтону Уолдмену Толкин отмечал:

Некоторые из крупных историй я намеревался раскрыть во всей полноте, а иным оставить лишь место в общем замысле в виде зарисовок. Циклы должны объединиться в грандиозное целое, оставляя в то же время простор для других умов и рук, привносящих краски, и музыку, и драму.
Оригинальный текст (англ.)I would draw some of the great tales in fullness, and leave many only placed in the scheme, and sketched. The cycles should be linked to a majestic whole, and yet leave scope for other minds and hands, wielding paint and music and drama.

## Игровые и анимационные фильмы

### Ранняя анимация

#### Короткометражный фильм
| Фильм  | Дата выхода  | Режиссёр  | Сценарист | Продюсер       |
| ------ | ------------ | --------- | --------- | -------------- |
| Хоббит | 30 июня 1967 | Джин Дейч | Джин Дейч | Уильям Снайдер |

#### Полнометражные фильмы
| Фильм                                   | Дата выхода                             | Режиссёр                                | Сценарист(ы)                            | Продюсер(ы)                             |
| Дилогия Артура Ранкина-мл. и Жюля Басса | Дилогия Артура Ранкина-мл. и Жюля Басса | Дилогия Артура Ранкина-мл. и Жюля Басса | Дилогия Артура Ранкина-мл. и Жюля Басса | Дилогия Артура Ранкина-мл. и Жюля Басса |
| --------------------------------------- | --------------------------------------- | --------------------------------------- | --------------------------------------- | --------------------------------------- |
| Хоббит                                  | 27 ноября 1977                          | Артур Ранкин-мл. и Жюль Басс            | Ромео Мюллер                            | Артур Ранкин-мл. и Жюль Басс            |
| Возвращение короля                      | 11 мая 1980                             | Артур Ранкин-мл. и Жюль Басс            | Ромео Мюллер                            | Артур Ранкин-мл. и Жюль Басс            |
| Фильм Ральфа Бакши                      |                                         |                                         |                                         |                                         |
| Властелин колец                         | 15 ноября 1978                          | Ральф Бакши                             | Крис Конклинг и Питер Бигл              | Сол Зэнц                                |

### Вселенная Питера Джексона

#### Властелин колец
| Фильм              | Дата выхода     | Режиссёр      | Сценаристы                                                | Продюсеры                                               |
| ------------------ | --------------- | ------------- | --------------------------------------------------------- | ------------------------------------------------------- |
| Братство Кольца    | 19 декабря 2001 | Питер Джексон | Фрэн Уолш, Филиппа Бойенс и Питер Джексон                 | Барри М. Осборн ,Фрэн Уолш, Питер Джексон и Тим Сандерс |
| Две крепости       | 18 декабря 2002 | Питер Джексон | Фрэн Уолш, Филиппа Бойенс, Стивен Синклер и Питер Джексон | Барри М. Осборн , Фрэн Уолш и Питер Джексон             |
| Возвращение Короля | 17 декабря 2003 | Питер Джексон | Фрэн Уолш, Филиппа Бойенс и Питер Джексон                 | Барри М. Осборн , Фрэн Уолш и Питер Джексон             |

#### Хоббит
| Фильм                 | Дата выхода     | Режиссёр      | Сценаристы                                                    | Продюсеры                                                  |
| --------------------- | --------------- | ------------- | ------------------------------------------------------------- | ---------------------------------------------------------- |
| Нежданное путешествие | 14 декабря 2012 | Питер Джексон | Фрэн Уолш, Филиппа Бойенс, Питер Джексон и Гильермо Дель Торо | Кэролайн Каннингем, Зейн Вайнер, Фрэн Уолш и Питер Джексон |
| Пустошь Смауга        | 13 декабря 2013 | Питер Джексон | Фрэн Уолш, Филиппа Бойенс, Питер Джексон и Гильермо Дель Торо | Кэролайн Каннингем, Зейн Вайнер, Фрэн Уолш и Питер Джексон |
| Битва пяти воинств    | 17 декабря 2014 | Питер Джексон | Фрэн Уолш, Филиппа Бойенс, Питер Джексон и Гильермо Дель Торо | Кэролайн Каннингем, Зейн Вайнер, Фрэн Уолш и Питер Джексон |

#### Аниме
| Фильм          | Дата выхода     | Режиссёр       | Сценаристы                                                   | Сюжет                          | Продюсеры                                    |
| -------------- | --------------- | -------------- | ------------------------------------------------------------ | ------------------------------ | -------------------------------------------- |
| Война рохиррим | 13 декабря 2024 | Кендзи Камияма | Джеффри Аддисс, Уилл Мэтьюз, Фиби Гиттинс и Арти Папагеоргиу | Джеффри Аддис и Филиппа Бойенс | Филиппа Бойенс, Джейсон ДеМарко и Джозеф Чоу |

#### Будущие фильмы[2]
| Фильм            | Дата выхода     | Режиссёр    | Сценаристы                                                 | Продюсеры                                 |
| ---------------- | --------------- | ----------- | ---------------------------------------------------------- | ----------------------------------------- |
| Охота на Голлума | 17 декабря 2027 | Энди Серкис | Фрэн Уолш, Филиппа Бойенс, Фиби Гиттинс и Арти Папагеоргиу | Фрэн Уолш, Филиппа Бойенс и Питер Джексон |

## Телевидение
| Сериал        | Сезон | Эпизоды | Премьерный показ | Премьерный показ | Премьерный показ   | Шоураннеры                  |
| Сериал        | Сезон | Эпизоды | Премьера сезона  | Финал сезона     | Сеть               | Шоураннеры                  |
| ------------- | ----- | ------- | ---------------- | ---------------- | ------------------ | --------------------------- |
| Кольца власти | 1     | 8       | 2 сентября 2022  | 14 октября 2022  | Amazon Prime Video | Дж. Д. Пейн и Патрик Маккей |
| Кольца власти | 2     | 8       | 29 августа 2024  | 3 октября 2024   | Amazon Prime Video | Дж. Д. Пейн и Патрик Маккей |

## Экранизации
Вопрос о возможной экранизации произведений Толкина поднимался с конца 50-х годов. Сам писатель большого интереса к возможной экранизации не проявлял, но и не возражал. Первым проектом был сценарий Мортона Циммермана в 1957 году, который Джон Рональд отверг, так как, по его мнению, в нём было слишком много мистики. В частности, Гэндальф был представлен могущественным волшебником, который владеет гипнозом и телекинезом. Некоторые из проектов были откровенно экзотическими. Например, члены рок-группы The Beatles, которым понравился «Властелин колец», хотели сделать музыкальный фильм по книге и сняться в нём сами. Пол Маккартни должен был сыграть роль Фродо, Ринго Старр — Сэма, Джордж Харрисон — Гэндальфа, а Джон Леннон — Голлума. Толкин был в шоке от такой идеи.
В 1968 году писатель продал права на экранизацию «Хоббита» и «Властелина колец» кинокомпании United Artists за 104 тысячи фунтов стерлингов. Студия должна была произвести два фильма. Режиссёр Джон Бурмен и продюсер Сол Зэнц написали сценарий для игрового фильма по «Властелину», который имел ряд отступлений от оригинала (так, женой Арагорна должна была стать Эовин, а не Арвен). Бурмен и Зэнц консультировались с Толкином в процессе создания, но писатель умер в 1973 году, прежде чем сценарий был окончен. После смерти автора и смены руководства United Artists, которую в этот период купил концерн Metro-Goldwyn-Mayer, боссы студии потеряли интерес к «Властелину колец» и «Хоббиту». Бурмен использовал свои наработки для создания фэнтези-фильма «Экскалибур» по мотивам эпоса о короле Артуре Пендрагоне (легенды о котором отразились и во «Властелине колец»).

### Анимационные фильмы
В 1976 году срок действия лицензии, приобретенной United Artists, истёк, а фильм так и не был снят. Сол Зэнц, давно интересовавшийся творчеством Толкина и знакомый с самим Рональдом, приобрёл права на экранизацию. Более того: он выкупил у сыновей Толкина все права на персонажей, названия, символику и любые последующие адаптации «Властелина колец» и «Хоббита», заплатив за это 16 миллионов долларов. На настоящий момент компания Зэнца Tolkien Enterprises стоит за всеми официальными экранизациями «Хоббита» и «Властелина колец».
- Хоббит (Рэнкин/Бэсс, 1977)

«Хоббит» Рэнкина и Бэсса — точная экранизация, рассчитанная на детей

Убедившись в неудаче попыток снять игровой фильм, Сол Зэнц обратился к анимации. В 1977 режиссёры-мультипликаторы Артур Рэнкин и Жюль Бэсс сняли по его заказу анимационный фильм-сказку «Хоббит». Мультфильм был ориентирован на детскую аудиторию, достаточно близко следовал тексту книги и имел некоторый успех. Например, в 1978 году он номинировался на премию «Хьюго» за лучшую постановку. В кинопрокат «Хоббит» не поступал, а был снят специально для телевидения.
- Властелин колец (Бакши, 1978)

Для «Властелина колец» требовался более взрослый фильм. Зэнц заключил контракт с известным режиссёром-мультипликатором Ральфом Бакши. Бакши был новатором в анимации, снимавшим нестандартные и часто противоречивые фильмы, становившиеся чаще «андеграундом», чем блокбастерами. Его визитной карточкой было использование ротоскопирования: технологии, при которой персонажи рисуются поверх отснятых заранее на плёнку живых актёров. Это позволяет добиться максимальной реалистичности фигур и движений. Бакши планировал разбить сценарий на две части и снять два фильма. В первый должны были войти события «Братства Кольца» и первой половины «Двух Башен» — до битвы в Хельмовом ущелье. Сценарий Бакши был достаточно близок к книге, но также имел отличия: в нём отсутствовал Том Бомбадил, Глорфиндел был заменен Леголасом, и т. п. United Artists также принимали участие в этом проекте.

«Властелин колец» Бакши оказался слишком экспериментальным и «неотшлифованным» для публики. (На кадре — похороны Боромира)

Фильм Бакши оказался фантастически дорогим по тем временам: на него ушло 8 миллионов долларов США. Производство затянулось, бюджет намного превысил смету, и продюсеры вынудили режиссёра выпустить фильм в 1978 году в том виде, в каком он был готов. Работа над экранизацией в этот момент была завершена не полностью, и в позднейших интервью Бакши обвинял студию в спешке и неграмотном подходе к съёмкам и продвижению фильма.
При качественной анимации главных героев и тщательной прорисовке задних планов, «Властелин колец» 1978 года имел множество недоделок, в том числе и в видеоряде. Многие сцены, в особенности сцены сражений и планов с большим количеством людей, представляли собой наспех раскрашенные съёмки живой массовки. Кроме того, по меркам мультипликации 70-х, рассчитанной на детскую аудиторию, фильм Бакши был мрачным, кровавым и сложным для восприятия основной аудиторией: детьми. Свою роль сыграла и непривычная для кино того времени разбивка на два фильма, в результате чего концовка не была показана.
«Властелин колец» собрал неудовлетворительную сумму в прокате, хотя бюджет фильма и окупился. Но из-за низких сборов и высоких творческих амбиций Бакши руководители студии остались недовольны и не выделили денег на съёмки второго фильма. Некоторые идеи для продолжения вошли впоследствии в следующий фильм Ральфа, «Огонь и лёд».

«Возвращение короля» Рэнкина и Бэсса по стилю не отличалось от их же «Хоббита»

- Возвращение короля (Рэнкин/Бэсс, 1980)

В поисках возможности «завершить» серию фильмов, Сол Зэнц снова обратился к Рэнкину и Бэссу, менее склонным к дорогостоящим экспериментам. Пара режиссёров сняла музыкальный мультфильм «Возвращение Короля», представляющий собой вольную экранизацию третьего тома «Властелина колец». Этот фильм содержал наибольшее число отступлений от оригинала из всех официальных экранизаций. Содержание первых двух книг было рассказано в кратком вступительном ролике, а действие начиналось с того момента, как раненый Фродо оказывался в руках орков. Главным героем мультфильма выступил Сэм, принявший на себя основную часть действия. Фильм примечателен ярким саундтреком и большим количеством песен, которые поют персонажи или закадровый голос. Стилистика анимации «Возвращения» в точности совпадала со снятым ими же ранее «Хоббитом». Фильм был снова рассчитан на телевидение и не имел успеха, во многом из-за необычного сценария.

### Кинотрилогии Питера Джексона

#### «Властелин колец»
Проект экранизации Толкина был заморожен на десятилетия, а некоторые начали поговаривать, будто его невозможно экранизировать в принципе.

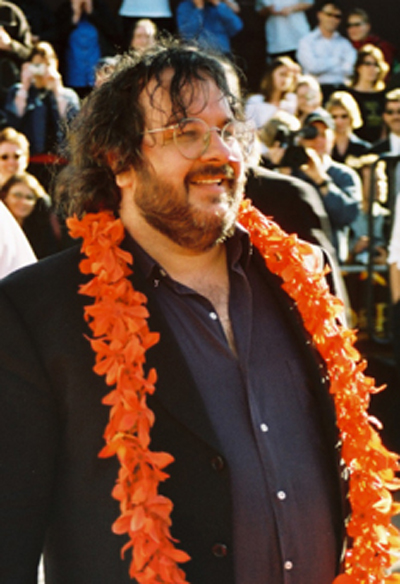
Режиссёр Питер Джексон

В 1997 году Зэнц снова активизировал поиски студии, которая бы воплотила его мечту. Сперва он заключил договор с компанией Miramax Films, известной компьютерной анимацией, планируя сделать мультипликационный фильм по «Властелину колец». Но в итоге права были переданы компании New Line Cinema.
В режиссёрское кресло сел Питер Джексон, ранее известный больше по фильмам ужасов. Студия запланировала снять три полнометражных фильма с живыми актёрами. Сценарий, написанный Фрэнсис Уолш при участии самого Джексона, сильно напоминал сценарий Бакши: в нём отсутствовал Том Бомбадил, Глорфиндел был заменён на Арвен, добавлены некоторые сцены, которых не было в книге. Кроме того, появились сцена с лже-гибелью Арагорна, по-другому рассказана история встречи хоббитов и энтов, отсутствуют сцены из главы «Неурядицы в Шире». Характер Фродо сделан более пассивным и мирным. В основном же сценарий Уолш следует сюжету книги.
Съёмки проводились в Новой Зеландии, где природу сочли похожей на Средиземье, место действия книг. На роль Фродо был приглашён Элайджа Вуд. Гэндальфа сыграл Иэн Маккеллен, Арагорна — Вигго Мортенсен, Сарумана — Кристофер Ли. Саундтрек был создан обладателем «Оскара» Говардом Шором, а песня в заключительных титрах записана ирландской певицей Энией. Фильм использовал большое количество дорогостоящей компьютерной графики. Были сняты три фильма: «Братство Кольца» (2001), «Две крепости» (2002) и «Возвращение Короля» (2003).
Успех кинотрилогии был колоссальным. Сборы от проката трёх фильмов по всему миру составили суммарно порядка трёх миллиардов долларов. Все три фильма получили большое число премий, в том числе суммарно семнадцать премий «Оскар». Первый фильм получил четыре «Оскара», второй — два, а третий — одиннадцать, в том числе и главную награду за лучший фильм года. Фильмы также завоевали награды «Золотой Глобус», «Сатурн», MTV Movie Awards и BAFTA.
Обозреватели считают эту экранизацию самой удачной. Многие из них также говорят о том, что трилогия Джексона подняла популярность как самих книг, так и фильмов в жанре фэнтези.

#### «Хоббит»
21 марта 2011 года началась экранизация повести «Хоббит, или Туда и обратно». Изначально режиссёром был назначен Гильермо дель Торо, а Питер Джексон пересел в кресло продюсера. Однако в июне 2010 года дель Торо выбыл из проекта, и режиссёром стал сам Джексон. Первый фильм — «Хоббит: Нежданное путешествие» вышел в прокат 14 декабря 2012 года, собрав кассу более миллиарда долларов. Вторая часть «Хоббит: Пустошь Смауга» вышла 13 декабря 2013 года, третья часть, «Хоббит: Битва пяти воинств» — 10 декабря 2014 года. Общие сборы новой трилогии составили чуть менее трёх миллиардов долларов, а вот номинаций на Оскар им дали всего 7 суммарно.
Ввиду довольно небольшого объёма книги для трёх фильмов там не хватало наполнения, благодаря чему в фильмах появилось несколько сюжетных ходов, в книгах не присутствующих. Самый яркий пример — «любовный треугольник» эльфа Леголаса, эльфийки Тауриэль и гнома Кили, которому уделили немало экранного времени. Есть мнение, что прообразом стала история любви человека Берена и эльфийки Лютиэнь, являющаяся частью сюжета «Сильмариллиона».
Через некоторое время после выхода последнего фильма в сети появился сжатый вариант «Хоббита» — фанат серии вырезал из трёх фильмов лишние на его/её взгляд паузы и добавленные сюжетные линии. В результате длительность фильма составила около четырёх часов, а фокус действия переместился на Бильбо, как это и было в книге-оригинале.

### Телесериал
13 ноября 2017 года было объявлено, что компания Amazon приобрела права на экранизацию романа Толкина «Властелин колец». По сообщениям прессы, Amazon заключил соглашение с организациями, имеющими права на наследие Толкина (включая Tolkien Estate, издательство HarperCollins и кинокомпанию New Line Cinema), заплатив за это от 200 до 250 млн долларов, что превысило предложение компании Netflix. Согласно условиям соглашения, компания Amazon должна начать производство сериала в течение двух лет (то есть до ноября 2019 года). Соглашение предусматривает съёмку пяти сезонов и возможного спин-оффа. Стоимость производства сериала (вместе со стоимостью приобретённых авторских прав), по сообщениям, превысит 1 млрд долларов, что сделает его «самым дорогим телесериалом в истории».

### Любительские и неканонические фильмы
В СССР в 1985 году был снят фильм-спектакль «Приключения хоббита» (полное название «Сказочное путешествие мистера Бильбо Беггинса, хоббита, через Дикий край, Чёрный лес, за Туманные горы туда и обратно») по мотивам повести «Хоббит, или Туда и обратно». Роль Бильбо Бэггинса в нём сыграл Михаил Данилов, Голлума — Игорь Дмитриев, Гэндальфа — Иван Краско, а текст от автора читал Зиновий Гердт.
Помимо телеспектакля, в СССР в перестроечные и пост-перестроечные годы энтузиастами предпринимались неоднократные попытки экранизации Толкина. При этом производители этих фильмов были никак не связаны с правообладателями и не приобретали прав на съёмки. Часто их произведения не имели коммерческого успеха и не были рассчитаны на него.
В 1991 в СССР компанией «Аргус» были начаты съёмки мультфильма «Сокровища под Горой» по «Хоббиту», с Николаем Караченцовым в роли Гэндальфа. От фильма сохранилось только вступление, съёмки не были закончены.
В 1991 году на Ленинградском телевидении был снят телеспектакль «Хранители» по «Братству кольца» в двух частях. Экранизация была показана только один раз и долгое время считалась утерянной. В марте 2021 года телеспектакль был выложен на YouTube-канале «Пятого канала».
В 1998 году на Украине режиссёр Борис Небиеридзе снял 4-серийный фильм «Седьмое кольцо колдуньи» (также известен как «Кольца Всевластия»), по очень отдалённым мотивам «Властелина колец». От оригинала в сериале остались только некоторые сюжетные линии и отдельные имена. В роли Басаргуна (аналог Голлума в сценарии) снялся известный актёр Рафаэль Котанджян.
C 2003 года в России студия ТТТ приступила к съёмкам мультфильмов по произведениям Дж. Р. Р. Толкина. Были созданы мультфильмы «Мистер Блисс» (32 мин.) 2004 год, «Кот» (2 мин. 24 сек.) 2005 год, «Олифаунт» (2 мин. 05 сек.) 2006 год, «Фаститокалон» (4 мин. 56 сек.) 2006 год, «Фириэль» (7 мин. 43 сек.) 2007 год.
В 2007 году был снят пилот (1 мин.) к масштабному проекту «Письма Рождественского Деда», который должен был, как и «Мистер Блисс» создаваться по оригинальным рисункам Толкина, однако пока этот проект заморожен по финансовым причинам. «Мистер Блисс» был показан с успехом в 2004—2005 годах на фестивалях «Звёздный мост» в Харькове, Украина, БТС-4 в Санкт-Петербурге, был проведён показ мультфильма для участников Оксфордского Толкиновского общества Кроме того, при показе на фестивале RingCon в Германии (вне конкурса), мультфильм заслужил похвальные отзывы от Алана Ли, известного иллюстратора Толкина и одного из художников Джексоновской трилогии. Мультфильм «Олифаунт» на RingCon-2006 занял 2-е место и удостоился похвал Теда Несмита.

### Фильмография
- «Хоббит» (1977)
- «Властелин колец» (1978)
- «Возвращение Короля» (1980)
- «Сказочное путешествие мистера Бильбо Беггинса, Хоббита, через дикий край, чёрный лес, за туманные горы. Туда и обратно.» (1984) (фильм-спектакль)
- «Хранители» (1991) (телеспектакль в двух частях)
- «Братство Кольца» (2001)
- «Две крепости» (2002)
- «Возвращение Короля» (2003)
- «Мистер Блисс» (2004)
- «Кот» (2005)
- «Олифаунт» (2006)
- «Фаститокалон» (2006)
- «Фириэль» (2007)
- «Письма Рождественского Деда» (2007)
- «Охота на Голлума» (2009)
- «Рождение надежды» (2009)
- «Хоббит: Нежданное путешествие» (2012)
- «Хоббит: Пустошь Смауга» (2013)
- «Хоббит: Битва пяти воинств» (2014)
- «Рог Гондора» (2020)[22]
- «Властелин колец: Война рохиррим» (2024)
- «Охота на Голлума» (2027)

### Пародийные фильмы
По мере выхода фильмов кинотрилогии Питера Джексона в России также выходили они же, но пародийно деконструированные переводом Гоблина (Дмитрия Пучкова). Фильмы назывались: «Братва и кольцо», «Две сорванные башни», «Возвращение бомжа».
В 2002—2004 годах выходила пародийная трилогия «Суета вокруг колец», снятая Наталией Полянской. Помимо кинотрилогии Питера Джексона фильмы пародировали и саму книгу «Властелин колец» Толкина, обыгрывая также различия между экранизацией и литературным источником.
13 ноября 2002 года состоялась премьера эпизода сериала «South Park» «Возвращение братства кольца в две башни», пародирующего фильм Джексона.

## Иллюстрации
Первые иллюстрации к книгам Толкина нарисовал сам Толкин, который обладал некоторыми художественными талантами. Первое издание «Хоббита» было в обложке, нарисованной автором. «Властелин колец» был также издан в его оформлении.
Одним из первых иллюстраторов книг Толкина стала Паулина Бейнс, его старая знакомая и давняя поклонница. Паулина также рисовала карты Средиземья по описаниям Толкина. Кроме того, кисти Бейнс принадлежат и обложки «Хроник Нарнии» Клайва С. Льюиса. Королева Дании Маргарет, поклонница Толкина, нарисовала иллюстрации для издания «Властелина колец» в своей стране.
Возможно, наиболее известными в своё время иллюстраторами Толкина были братья Тим и Грег Хильдебрандты. Их подарочные календари, обложки и иллюстрации насчитывают более сотни работ по «Властелину колец» и «Хоббиту». Рисунки братьев отличались сказочностью и некоторой намеренной утрированностью. Даррелл Свит был ещё одним автором календарей по Толкину. Хильдебрандты и Свит также рисовали иллюстрации к циклу «Шаннара» Терри Брукса.
Уже после смерти Толкина иллюстрациями его книг прославились Тед Несмит, Донато Джанкола, Алан Ли, Джон Хау. Двое последних также принимали участие в оформлении декораций к кинотрилогии «Властелин колец». Антон Ломаев в 2002 году получил премию «Странник» за свои иллюстрации книг Толкина.

## Пьесы
«Властелин Колец» неоднократно был поставлен на сцене театра. Все постановки осуществлялись при поддержке Сола Зейнца и Tolkien Enterprises.
Блэйк Боуден в 2003 году в Цинциннати, США, поставил три пьесы по трём частям «Властелина Колец». Музыку к пьесам писал Стив Гёрс. Часть ролей, в частности, Голлум, исполнялась марионетками.
Кевин Уоллас, продюсер Эндрю Ллойда Уэббера, вместе с Зейнцом, выступил организатором мюзикла «Властелин Колец». Аллах Рахман написал музыку, в саундтреке также приняли участие финская фолк-группа Värttinä. Премьера прошла в Торонто весной 2006 года, но на канадской сцене исполнение продолжалось всего пять месяцев. В 2007 году сокращенная версия шоу была представлена в Лондоне.

## Музыка

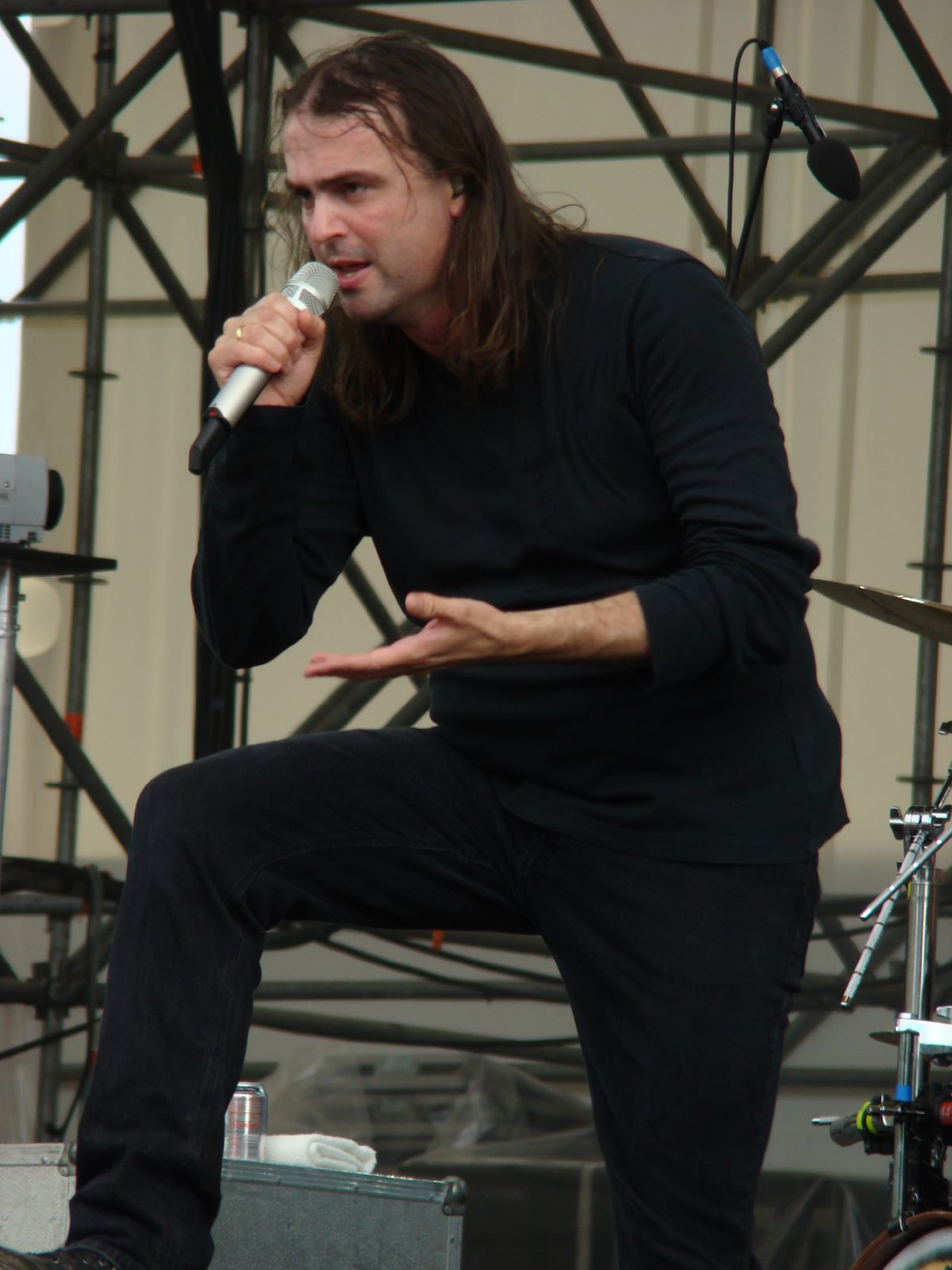
Ханси Кюрш, лидер Blind Guardian и автор текстов группы

Первые отсылки к произведениям Толкина в музыке появились в 1970-е гг. в творчестве хард-рок и прогрессив-рок групп. Наиболее известны в этом отношении Led Zeppelin, написавшие по Толкину такие песни, как «Battle of Evermore», «Ramble On» и «Misty Mountain Hop». Шведский музыкант в стиле прогрессив-рок Бо Хансон выпустил альбом «Music inspired by The Lord of the Rings» в 1972 году. Группа Camel посвятила «Властелину Колец» ряд песен в альбоме Mirage. Ряд музыкантов из разных групп записали альбом In Elven Lands: The Fellowship. Песни по Толкину были у прог-рок-группы Rush.
В 1990-е десятки рок-групп обращались к темам из произведений Толкина. В особенности это распространено в пауэр-метал и блэк-метал. Одними из наиболее успешных групп, посвятивших большое количество песен персонажам Толкина, остаются немцы Blind Guardian. Их концептуальный альбом Nightfall in Middle-Earth (Сумерки Средиземья), основанный на «Сильмариллионе», имел большой успех. Отсылки к творчеству Толкина встречаются и в некоторых других их песнях, таких как «Lord of the Rings» и «the Hobbit».
Песни о персонажах Толкина и событиях из его книг сочиняли также группы Эпидемия, Арда, Nightwish, Running Wild, Cirith Ungol, Attacker, Brocas Helm. Более экстремальные группы, такие как Battlelore и Summoning, полностью посвятили своё творчество темам Средиземья. Многие блэк-метал группы, такие как Burzum и Gorgoroth, позаимствовали свои названия из легендариума Толкина, а их участники брали псевдонимы в честь тёмных персонажей из его книг.

Говард Шор, композитор кинотрилогий «Властелин колец» и «Хоббит»

В меньшей степени темы из Толкина представлены в симфонической музыке. Это главным образом саундтреки к его экранизациям. Композитор Говард Шор получил премию «Оскар» за саундтрек к кинотрилогии «Властелин Колец», а ирландская певица Эния номинировалась на эту же премию за исполнение песни «May It Be» из этого фильма. Среди композиторов, писавших саундтреки к другим экранизациям, — Леонард Розенман, Маури Лоус, Гленн Ярборо.
Помимо саундтреков, существует неприкладная академическая музыка, вдохновлённая образами «Властелина Колец». Композитор и мультиинструменталист Дэвид Аркенстоун записал альбом Music Inspired by Middle-Earth, сочетающий нью-эйдж, фолк и симфоническую музыку. В 2005 году композитор Алексей Курбатов написал симфонию «Властелин Колец». Премьера состоялась в 2007 году в Германии. В Дании существует оркестр под названием Tolkien Ensemble под управлением Каспара Рейффа. Он выпускает музыкальные пьесы по мотивам книг Толкина. Оркестр положил на музыку практически все стихи профессора. В 2007 году Tolkien Ensemble объединился с Говардом Шором и актёром Кристофером Ли, и провел тур, в котором исполнялся саундтрек Шора и собственные сочинения Рейффа, а Ли читал текст «от автора».
В ролевом движении, где есть большое количество поклонников Толкина, существует движение авторской песни, называемое менестрели. Многие из них исполняют песни по мотивам произведений Толкина. В частности, менестрелями из рок-ордена Тампль была поставлена фолк-рок-опера «Финрод-зонг» по мотивам одного из мифов Сильмариллиона. Песни о персонажах Толкина есть у Айрэ и Сарумана, Йовин, Лоры Провансаль, Потани, Скади и др.
По мотивам Толкина пишут и фолк-музыку, и нью-эйдж: Дэвид Аркенстон, Za Frûmi (поющие на языке орков) и др.
Актёр Леонард Нимой (Спок из сериала Star Trek) записал шуточную песню «Ballad of Bilbo Baggins» и в 1968 году снял на неё клип.
Подробный список исполнителей и композиций, посвящённых книгам Толкина, см. на сайте Tolkien Music.

## Литература

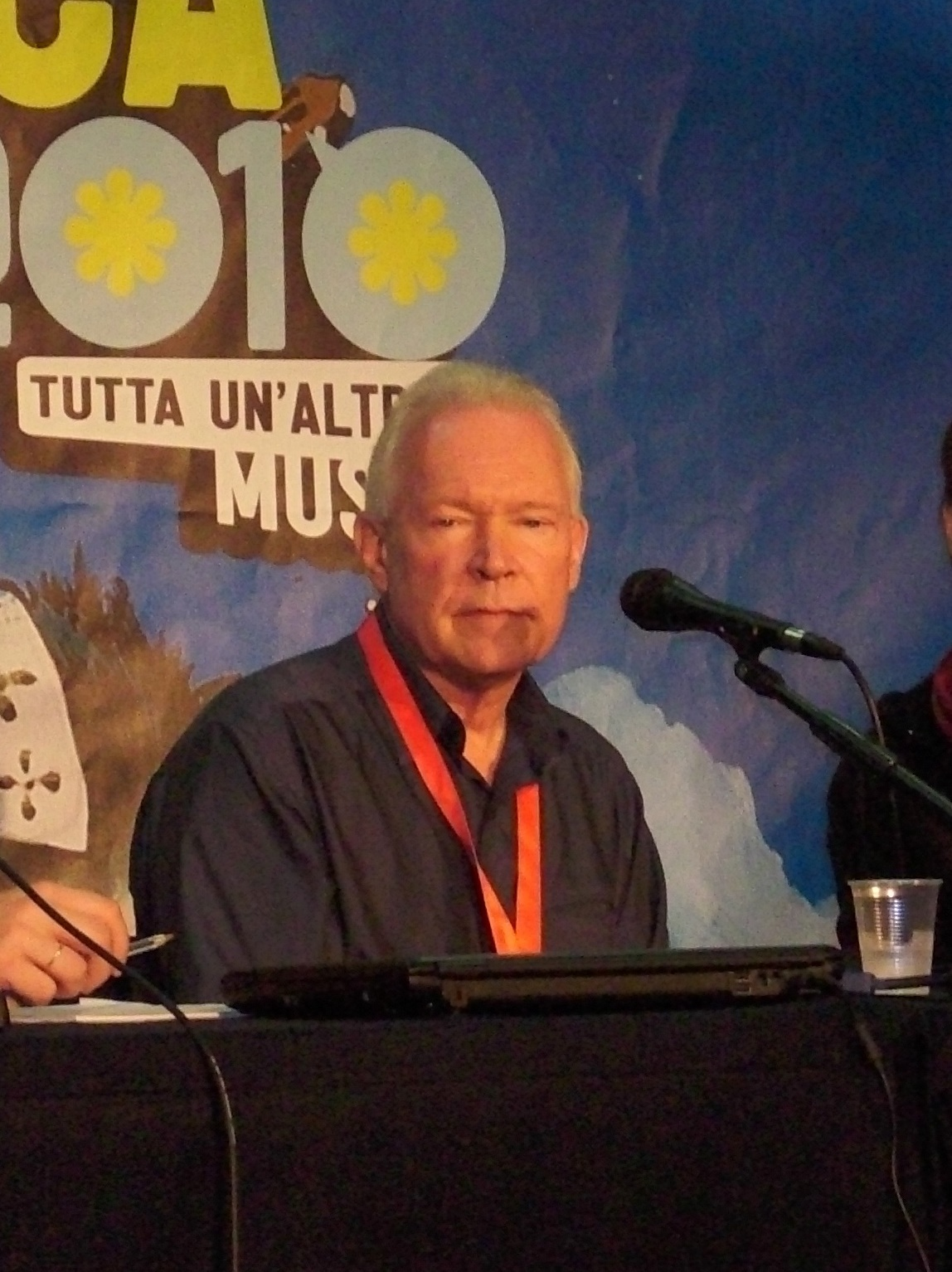
Терри Брукс — один из авторов фэнтези, на которых Толкин оказал большое влияние

### Толкиноведение (толкинистика)
Творчество Джона Толкина стало предметом тщательного изучения критиками и литературоведами, породив направление известное как «толкинистика», хотя в настоящее время этот термин меняется на «толкиноведение», в противоположность «толкинизму» — эмоциональному увлечению придуманным Профессором миром Средиземья. Толкиноведческие исследования посвящены как литературным и мифологическим корням книг Толкина, так и его вымышленным языкам.
Наиболее значительный вклад в толкинистику внес сын Джона, Кристофер Толкин. После смерти отца он, при участии Гая Габриэля Кея, доработал и опубликовал его незаконченную книгу «Сильмариллион». В 1983—1996 годах он опубликовал 12-томную серию «История Средиземья», состоящую из черновиков Джона и комментариев Кристофера. На основе одного из таких черновиков в 2007 году он дописал до объёма повести отрывок «Дети Хурина».
Кристофер до своей смерти возглавлял организацию Tolkien Estate (рус. Наследие Толкина), обладающую правами на все произведения Джона Толкина — кроме «Хоббита» и «Властелина Колец», права на которые принадлежат Tolkien Enterprises Саула Зейнца. Соперничество между этими двумя организациями часто приводит к юридическим баталиям: так, Кристофер Толкин через суд пытался помешать съёмкам фильмов по этим книгам, настаивая на необходимости выплаты его семье 160 млн долларов.
Среди других известных исследователей-толкинистов — Том Шиппи, Кристина Скалл и Уэйн Хэммонд, Вера Чепмен, Марк Хукер, Дуглас Андерсон, Майкл Дрот, Верлин Флигер, Гельмут Пеш. Множество Толкиновских обществ разных стран объединены регистрацией в The Tolkien Society. Издается ежегодник «Tolkien Studies». Также существует организация Mythopoeic Society, вручающая «Мифопоэтическую премию» за выдающиеся произведения в области фэнтези, а также за научные работы в этой области. Премия названа в честь одноимённого стихотворения Толкина.
Единственное в России организационно оформленное Толкиновское общество Санкт-Петербурга издаёт также единственный в России непериодический толкиноведческий журнал «Палантир». Кроме того, группа энтузиастов в России и других странах мира, объединившись сначала в Неформальное творческое объединение ТТТ — Tolkien Texts Translation, позднее, после прекращения деятельности ТТТ — в Творческую группу «Elsewhere», занимается переводом НоМЕ и других, неизданных ранее в России работ Толкина.

### Фанфики

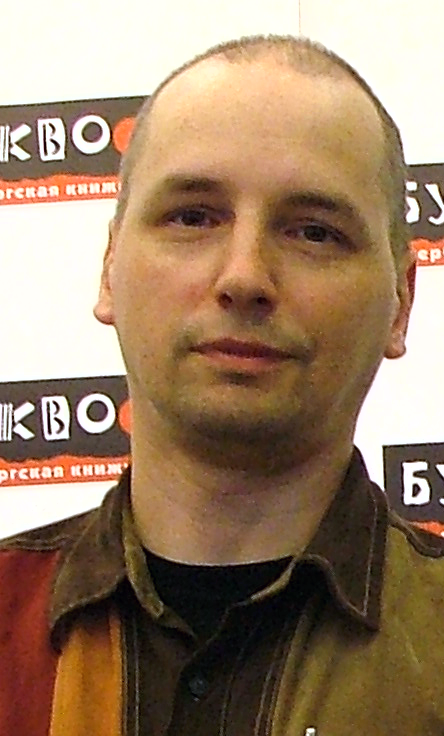
Ник Перумов начинал писательскую карьеру с апокрифических книг о Средиземье

Произведения Толкина породили широкий фэндом, в котором вскоре начали появляться любительские произведения по мотивам «Властелина Колец», «Сильмариллиона» и «Хоббита», т. н. фанфики. Среди них были как свободные продолжения, так и полемические «взгляды с другой стороны», и юмористические пародии. Степень соответствия канону у разных авторов и фанфиков крайне различалась, и не все поклонники Толкина принимают эти продолжения всерьёз.
Только на территории бывшего СССР, который присоединился к конвенции об охране авторских прав уже после смерти Толкина, их публикация разрешена законом. Некоторые из фанфиков имели коммерческий успех. Это, в первую очередь, «Кольцо Тьмы» известного писателя Ника Перумова, действие которой происходит в Средиземье через 300 лет после событий «Властелина Колец». Широко известна в фэндоме также «Чёрная книга Арды» Натальи Некрасовой и Натальи Васильевой, представляющая сюжет «Сильмариллиона» с точки зрения главного злодея Мелькора. Кирилл Еськов в романе «Последний кольценосец» подошёл к событиям «Властелина Колец» с точки зрения «криптоистории». Ольга Брилёва представила свою версию легенды о Берене и Лютиэн в романе-дилогии «По ту сторону рассвета». Алексей Свиридов писал пародии на произведения Толкина.

## Игры
Книги Толкина послужили основой для создания множества настольных, компьютерных и видеоигр:
- The Hobbit 1982,
- Lord of the Rings: Journey to Rivendell, отменена,
- The Fellowship of the Ring 1986;
- The Shadow of Mordor 1987;
- J.R.R. Tolkien’s War in Middle Earth 1989;
- The Crack of Doom 1989;
- The Lord of the Rings Volume One 1990;
- J.R.R. Tolkien’s Riders of Rohan 1991;
- Angband 1992;
- Lord of the Rings Volume Two: The Two Towers игра 1992;
- Hobbit: The True Story 1993;
- The Lord of the Rings: The Fellowship of the Ring 2002;
- The Lord of the Rings: The Two Towers 2002;
- The Hobbit: The Prelude to the Lord of the Rings 2003;
- The Lord of the Rings: The Return of the King 2003;
- The Lord of the Rings: War of the Ring 2003;
- The Lord of the Rings: Online Trading Card Game 2003;
- The Lord of the Rings: The Third Age 2004;
- The Lord of the Rings: The Battle for Middle-earth 2004;
- The Lord of the Rings: Tactics 2005;
- The Lord of the Rings: The Battle for Middle Earth 2 2006;
- The Lord of the Rings: The Battle for Middle-Earth 2 — The Rise of the Witch-King 2006;
- The Lord of the Rings Online: Shadows of Angmar 2007;
- The Lord of the Rings: Conquest 2009;
- The Lord of the Rings: Aragon’s Quest 2010;
- The Lord of the Rings: War in the North 2011;
- LEGO The Lord of the Rings 2012;
- Guardians of Middle Earth 2012;
- LEGO The Hobbit 2014;
- Middle-earth: Shadow of Mordor 2014;
- Middle-earth: Shadow of War — The Mobile Game 2017;
- Middle-earth: Shadow of War 2017;
- The Lord of the Rings: Journeys in Middle-earth 2019;
- The Lord of the Rings: Adventure Card Game 2019;
- The Lord of the Rings: Rise to War 2021;
- The Lord of the Rings: Gollum 2023;[45]
- The Lord of the Rings: Return to Moria 2023,
- Tales of the Shire: A The Lord of the Rings Game 2024,[46]

### Настольные игры
- Middle-earth Strategy Battle Game[англ.]

### Игры Electronic Arts
Права на разработку игры по мотивам кинолент «Властелин колец» до 31 декабря 2008 года принадлежали издателю Electronic Arts, до этого срока компанией было выпущено множество компьютерных игр.
Игры The Lord of the Rings: The Two Towers и The Lord of the Rings: The Return of the King были выпущены в 2002 и 2003 году, следом за премьерами одноимённых кинофильмов. Если «Две Крепости» были выпущены только для приставок, то «Возвращение Короля» было выпущено и под персональные компьютеры. Обе игры в качестве роликов использовали кадры из кинофильмов, а ключевые герои были озвучены теми же актёрами, что сыграли их в киноленте.
Кроме того, Electronic Arts разработала серию стратегических игр в этой вселенной — The Lord of the Rings: The Battle for Middle-earth. Позже появилось продолжение — «Битва за Средиземье 2»; для продолжения было выпущено несколько дополнений.
В конце 2005 году компанией EA для портативной игровой приставки PSP была выпущена игра The Lord of the Rings: Tactics на основе сюжета сразу всех трёх фильмов.
В планах компании было также выпустить RPG Lord of the Rings: The White Council, однако разработка этой игры была заморожена.
В начале 2009 года вышел экшен с видом от третьего лица — The Lord of the Rings: Conquest. Разработчиком выступила компания Pandemic Studios. В феврале того же года вышло дополнение для Xbox 360-версии игры — Heroes and Maps Pack.

### The Lord of the Rings Online
В 2007 году вышла игра «Властелин Колец Онлайн» в жанре MMORPG от компании Turbine. На территории СНГ издана IT Territory.
В 2009 году появились дополнения для игры под названием «Копи Мории» и «Осада Лихолесья». В 2012 году вышло «Угроза Изенгарда»

### Другие игры

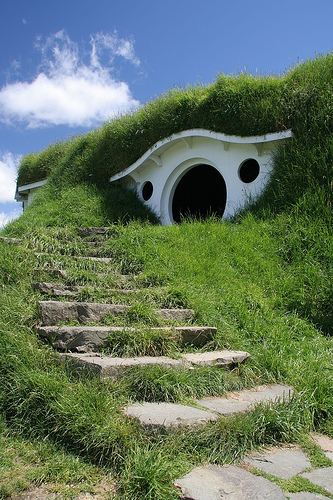
Нора Бильбо в Новой Зеландии

В 1990 и 1991 году соответственно на PC и Amiga вышли The Lord of the Rings Volume One и Lord of the Rings Volume Two: The Two Towers, ролевые игры с видом сверху, разработанные компанией Interplay. Спустя четыре года, в 1994 году вышли версии этих игр для игровой приставки SNES.
В 2002 году вышла приключенческая игра Lord of the Rings: The Fellowship of the Ring разработки Surreal Software. В отличие от более поздних игр, эта игра полностью основана на книге «Братство кольца» (а не на последующей экранизации) и представляет мир Средиземья и его персонажей глазами авторов. Игра охватывает все моменты книги, такие как продажа дома Бильбо (после того как тот отправляется в Ривенделл) и сюжетная линия с Томом Бомбадилом.
В 2001 году появилась карточная коллекционная онлайн-игра The Lord of the Rings TCG компании Decipher, Inc.
В 2003 году была выпущена RTS The Lord of the Rings: War of the Ring от компании Liquid Entertainment.
Кроме того, поклонники серии книг и фильмов делают любительские модификации и дополнения на тему «Властелина колец» для других игр. Так, было выпущено дополнение для игры «Герои Меча и Магии IV» (издавалось «пиратами» на компакт-дисках), а в октябре 2007 года вышла бесплатная модификация для Rome: Total War.
«Хоббит»
По мотивам другой книги Толкина, «Хоббит, или Туда и обратно», также было выпущено несколько одноимённых игр, наиболее известной из которых стала «Хоббит» 2003 года. Игра была разработана компанией Amaze Entertainment и издана Sierra Entertainment.
Ранее, в 1982 году, для компьютера ZX-Spectrum 48K вышел текстовый квест The Hobbit производства британской компании Melbourne House.

## Наука и техника
В честь толкиновских хоббитов были названы:
- Микропроцессор AT&T Hobbit[англ.] (США, 1992 г.).
- в конце 1980-х — начале 1990-х гг. в СССР выпускался домашний компьютер «Хоббит».

Именами персонажей и географических объектов Средиземья, фигурирующих в произведениях Толкина, названы многие реальные географические, астрономические объекты и животные.

## Туризм
Места съёмки кинотрилогии Джексона в Новой Зеландии сохранены властями в неприкосновенности. Туристам показывают «Хоббитон», построенный специально к съёмкам фильма, в том числе, нору Бильбо.